# Пікалов Костянтин Олександрович
Костянтин Олександрович Пікалов (рос. Константин Александрович Пикалов; 23 липня 1968) — російський офіцер і найманець, полковник ЗС РФ. Відомий під позивним «Мазай».

## Біографія
Служив у військовій частині під Санкт-Петербургом, після виходу на пенсію став співвласником та керівником сьогодні закритого детективного агентства.
Пікалов керував операціями ПВК «Вагнер» в Африці, в тому числі в Центральноафриканській Республіці, а також брав участь у війні на сході України та інтервенції в Сирію. Пікалов несе відповідальність за тортури та вбивства, здійснені вагнерівцями у кількох країнах, включаючи Центральноафриканську Республіку. Окрім цього, він причетний до вбивства трьох російських журналістів в ЦАР.
В 2023 році разом з Сергієм Аксьоновим заснував ПВК «Конвой», окрему від «Вагнера», яка діє переважно в Африці. Після військового перевороту в Нігері Центр стратегічних і міжнародних досліджень повідомив, що США можуть використати наслідки заколоту ПВК «Вагнер» для позбавлення «Конвою» і «Вагнера» впливу в регіоні.